# Кружок юных биологов зоопарка (Москва)
Кружок Юных Биологов Зоопарка (КЮБЗ) — советский и российский кружок юных натуралистов при Московском зоопарке. Старейший (c 1924) из ныне действующих юннатских кружков России.
За годы работы кружка его членами были почти 2000 человек, среди которых будущие академики, профессора и доктора наук. Среди выпускников КЮБЗа известные деятели культуры — писатели, художники, скульпторы.

## История
Организован в Московском зоологическом саду в 1924 году на базе КЮНа (кружка юных натуралистов), возникшего в 1923 году и руководимого заместителем директора зоосада по научной работе Петром Петровичем Смолиным и педагогом-биологом 1-й опытной школы Московского отдела народного образования (МОНО) Вадимом Григорьевичем Дормидонтовым.
Юннаты и руководители КЮНа вошли в конфликт с новым директором зоосада М. М. Завадовским, назначенным приказом Наркомпроса в конце 1923 года. Завадовский ограничивал деятельность кружка практической работой в зоосаде, в то время как КЮНовцы не считали для себя необходимым «исполнять работу, которую должны были делать рабочие зоопарка», и настаивали, что они «не часть зоопарка», а лишь находятся «при зоопарке и используют зоопарк как экспериментальную базу» для работы в природе и для получения средств на организацию экспедиций.
В результате непримиримого противостояния весной-осенью 1924 года основная часть кюновцев во главе со своими руководителями ушли сначала в 1-ю опытную школу МОНО, а затем на Биостанцию юных натуралистов в Сокольниках. Оставшиеся в зоосаде юннаты (около 15 % от общего состава) стали первыми кюбзовцами. Организатором и первым руководителем КЮБЗа стал Пётр Александрович Мантейфель, приглашённый М. М. Завадовским в зоосад в начале 1924 года.

П. А. Мантейфель

Среди воспитанников «дяди Пети», как звали его все кюбзовцы, немало известных ученых, зоологов-практиков, художников и писателей-анималистов: Николай Калабухов, Елена Ильина, Александр Кузякин, Вера Чаплина, Георгий Никольский, Борис Мантейфель, Игорь Сосновский, Лев Капланов, Андрей Банников, Сергей Фолитарек, братья Владимир и Юрий Гринберги, Гордей Бромлей, Лев Виноградов, Эдмунд Шерешевский и другие.
Кружок был разбит на секции: маммологическая (по изучению млекопитающих), орнитологическая, генетическая, гидробиологическая, секция основ биологии, экскурсионно-методическая. В 1927 году число секций увеличилось до десяти — добавились сравнительно-анатомическая, паразитологическая, энтомологическая и гистологическая секции. Существенно вырос и численный состав КЮБЗа: в 1927 году в кружке насчитывалось 150 членов и кандидатов — против 70 в 1925 году.
С самого начала организации кружка П. А. Мантейфель привлекал ребят в науку именно тем, что ничего специально детского никогда не затевал — дело было всегда настоящее, взрослое. «Мы помогали служителям убирать клетки, кормить зверей и птиц, научным сотрудникам — наблюдать животных, записывали в дневники их поведение, взвешивали звериных малышей и следили за их ростом» — вспоминала об этом в книге «Питомцы зоопарка» одна из первых кюбзовок Вера Чаплина. Её, трудного подростка с детдомовским прошлым, привёл в кружок Мантейфель. Для неё, как и для десятков других ребят, КЮБЗ стал школой настоящей, большой жизни.
Юннаты чувствовали себя ответственными за всё, что происходит вокруг. Живое практическое дело и теоретическая учёба шли параллельно. Занятия по разным областям биологии вели лучшие специалисты зоосада: сравнительную анатомию преподавал П. В. Терентьев, основы генетики — Н. А. Ильин, экспериментальные методы — директор зоосада профессор М. М. Завадовский.

Удостоверение КЮБЗ, выданное Вере Чаплиной. 24 июня 1927 г.

С первых шагов КЮБЗ приобрёл чётко очерченную структуру: был принят Устав, согласно которому жизнью кружка управляло выборное бюро, приём в члены проходил в форме строгого опроса, была хорошо налаженная отчётность членов кружка перед товарищами. Был установлен членский билет, юннаты выбрали из своего состава первых председателя и секретаря. Абсолютный авторитет П. А. Мантейфеля сочетался с очень высокой степенью доверия, которым пользовались первые кюбзовцы у него самого и у администрации зоопарка в целом. Вполне обычным делом было отправить группу (а иногда и одного) кюбзовцев для получения или отлова и последующей доставки в зоопарк ценных и порой небезопасных животных. Многие из первых юннатов, окончив обучение, приходили на работу в зоопарк, оставаясь при этом активными членами КЮБЗа.
С середины 1920-х годов Московский зоосад стал активно развиваться: была построена Новая территория, после открытия которой в октябре 1926 года зоосад получил статус зоопарка, расширялась коллекция редких животных, а научная и просветительская работа стала главным делом его сотрудников. В то время ещё не хватало знающих зоологию экскурсоводов, и Мантейфель предложил допустить к проведению экскурсий по зоопарку наиболее подготовленных кюбзовцев. Профессор Елена Дмитриевна Ильина, кюбзовка первых лет, рассказывала: «Чтобы получить разрешение на эту работу, надо было сдать строгий экзамен. Мы изучали всех представленных в зоопарке животных — их биологию, особенности… Нередко ведёшь экскурсию и вдруг среди экскурсантов замечаешь дядю Петю, который, представляясь посторонним, начинает задавать „ехидные“ вопросы. Если экскурсовод сбивался, нервничал, дядя Петя уходил, но потом, иногда очень длительное время он беззлобно подтрунивал над неудачным выражением, допущенной ошибкой. Все это мобилизовывало, заставляло работать над собой. И не случайно кюбзовцы считались одними из лучших экскурсоводов».
В 1928—1929 годах в научной жизни Московского зоопарка произошло событие мирового значения — П. А. Мантейфелю при активном участии кюбзовцев удалось раскрыть загадку размножения соболя, что дало возможность разводить этого ценнейшего пушного зверя в неволе. С тех пор эмблемой КЮБЗа стал изящный силуэт соболя.
Быстро складывались традиции кружка, одной из которых стала традиция преемственности поколений. Кюбзовец Борис Мантейфель, сын П. А. Мантейфеля, писал: «Мы — старшие кюбзовцы — постоянно старались держать контакт с молодыми кюбзовцами. Эти новые поколения юных биологов приходили на смену старшим, принимали их традиции. И мы передавали им эти традиции — товарищества, крепкой взаимопомощи, дружбы, деловой критики. Все это обусловило известную преемственность в деловых контактах разных поколений».
В 1932 году Мантейфель пригласил вернуться в Московский зоопарк Петра Петровича Смолина, который руководил КЮБЗом в 1932—1934 годах. В 1934 году в Московском зоопарке прошли аресты. Не обошли они и КЮБЗ — были репрессированы 12 кюбзовцев, составлявших ядро кружка — их обвинили в «связях с иностранными шпионами» (получали для зоопарка животных от немецкой зооторговой фирмы РУЭ). В конце 1937 года из зоопарка был вынужден уйти П. А. Мантейфель, были уволены многие его ученики, недавние кюбзовцы. Но кружок сохранился — кюбзовцы первого поколения, ставшие к этому времени влиятельными сотрудниками Московского зоопарка (Н. Калабухов, В. Гринберг, В. Чаплина, Ф. Центилович) сумели обеспечить преемственность поколений КЮБЗа. В оставшиеся предвоенные годы кружок был воссоздан, традиции КЮБЗа подхвачены и развиты юннатами, пришедшими в зоопарк во второй половине 1930-х годов. Последние предвоенные годы кружком руководил Константин Николаевич Благосклонов.
В 1946 году руководителем КЮБЗа вновь стал Пётр Петрович Смолин. В этот период в кружок пришли такие известные впоследствии зоологи, писатели, общественные деятели, как Игорь Акимушкин, Вадим Смирин, Николай Воронцов, Алексей Яблоков.
В 1950 году П. П. Смолин ещё раз увёл часть кюбзовцев из Московского зоопарка, организовав новый юннатский кружок при Всероссийском обществе охраны природы (ВООП). После ухода Петра Петровича в КЮБЗе сменилось несколько руководителей (В. В. Закусилло, В. М. Гудков, М. Н. Ильин, Н. В. Лысогоров, Е. М. Чиликина), но это не помешало кружку успешно развиваться. Кружковцы этих лет, Эрик Ивантер, Сергей и Александр Расницыны, Геннадий Длусский, Михаил Мина, Галина Клевезаль, стали известными биологами.
В 1955 году в КЮБЗ на должность руководителя пришёл Е. В. Евстафиев, возглавлявший кружок (с недолгим перерывом) тридцать лет. В последующие годы кружком руководили его выпускники — Н. А. Варшавская, С. В. Попов, В. Ю. Дубровский.
В 1983 году Вера Чаплина посвятила КЮБЗу свою книгу «Питомцы зоопарка».
К 100-летию КЮБЗа по заказу Московского зоопарка был снят документальный фильм «Знак Соболя» (режиссёр Тихон Котрелёв, сценаристы Владимир Калашников, Юлия Милович-Шералиева, Тихон Котрелёв; 58 минут, 2024). В фильме использованы кадры кинохроники 1920-х — 1960-х годов, материалы Музея истории зоопарка и архивов известных кюбзовцев: Веры Чаплиной, Александра Расницына, Павла Флоренского, Валентина Полонского, Аллы Берштейн, Владимира Дубровского и других. Премьера фильма состоялась 30 ноября 2024 года в Московском зоопарке на торжественной встрече поколений кюбзовцев, посвященной 100-летию Кружка.

## Руководители КЮБЗа
- 1923—1924 (как «КЮН») — П. П. Смолин и В. Г. Дормидонтов[28][29]
- 1924—1932 — П. А. Мантейфель[a][28]
- 1932—1934 — П. П. Смолин (по приглашению Мантейфеля)[33]
- 1934—1937 — П. А. Мантейфель[28]

…
- 1939[34]—1941 — К. Н. Благосклонов[28]
- 1944—1946 — Е. В. Карасёва[28][35]
- 1946—1950 — П. П. Смолин[28]
- 1948? — после 1950 — В. В. Закусилло, формально числилась руководителем, а П. П. Смолин консультантом при ней. В кружке не прижилась[22]
- 1950—? — В. М. Гудков[23], руководил выездами[22]
- ? — ? — М. Н. Ильин[23]
- 1952—1953 — Н. В. Лысогоров[24][25]
- 1954 — Е. М. Чиликина[25]
- 1955—1956 — «Шефская студенческая группа» (ШСГ), фактическое руководство, председатель В. И. Марков, секретарь Г. М. Длусский[36] .
- 1955—1968[37] — Е. В. Евстафиев[b][28][25]
- конец 1960-х — А. К. Агаджанян (на общественных началах)[28]
- 1970—1971 — руководителя нет, кружком руководит бюро КЮБЗа[28]
- 1972—1985 — Е. В. Евстафиев[28]
- 1985—2006 — Н. А. Варшавская[28]
- ? — ? — С. В. Попов
- ? — по наст. вр. — В. Ю. Дубровский[28]

## Комментарии
1. ↑  Ф. Р. Штильмарк и Г. И. Сухомиров со ссылкой на Калабухова (1978) сообщают, что при директоре зоопарка М. М.Завадовском руководил КЮБЗом П. К. Вощинин, а П. А. Мантейфель вёл в нём орнитологическую секцию[30]. К этому можно добавить, что териологической секцией КЮБЗа в те же годы руководила Н. М. Дукельская[31][32]
2. ↑  В 1966  году Московский  зоопарк и КЮБЗ были закрыты в связи с эпизоотией ящура, но занятия не прекращались и проходили в квартире Надежды, Андрея и Екатерины Варшавских[28].